# Microsoft-konto
Microsoft-konto (tidigare .NET Passport, en kort tid Microsoft Passport Network och senast Windows Live ID, på engelska Microsoft account) är en typ av single sign-on-inloggningsservice utvecklad av Microsoft som tillåter att användare kan logga in på flera olika webbplatser genom att använda ett och samma konto. Många av dessa webbplatser är tjänster från Microsoft, som Hotmail, MSN, MSNBC, Xbox 360's Xbox LIVE! etc. Men även andra webbplatser använder tjänsten, som Hoyts. Den som skaffar sig ett konto av Hotmail eller MSN får automatiskt ett Microsoft-konto.
I Microsofts operativsystem Windows XP finns det möjlighet att ansluta sitt användarkonto till Windows Live när man loggar in till Windows.